# Jeanne Mas en concert
Albums de Jeanne Mas
Femmes d'aujourd'hui Les crises de l'âme
Singles
1. La bête libre
Sortie : 1987

Jeanne Mas en concert est le premier album live de Jeanne Mas enregistré le 18 mars 1987 et sorti en septembre de la même année en double album et en vidéo.
Il s'est classé 12e au top album en France et a été certifié disque d'or. Les ventes seront décevantes comparées au ventes du précédent album. C'est avec cet album live que des tensions avec sa maison de disques sur les futurs albums, se créeront. Un single en a été extrait, La bête libre, accompagné d'un clip live.
Il reste à ce jour le seul album live de Jeanne Mas.

## Titres
1. Mourir d'ennui
2. Loin d'ici
3. S'envoler jusqu'au bout
4. Oh mama
5. Ideali
6. Lola
7. Sauvez-moi
8. Cœur en stéréo
9. Toute première fois
10. L'Enfant
11. La geisha
12. Plus forte que l'océan
13. Femme d'aujourd'hui
14. La bête libre
15. Lucie
16. En rouge et noir
17. Johnny, Johnny
18. Lisa

## Single
1. La bête libre

## Personnel
- Jeanne Mas : Chant
- Benjamin Raffaelli : Guitares
- Dominique Grimaldi : Basse
- Arnaud Aubaille, Robert Benzrihem : Claviers
- Stéphane Ianora : Batterie
- Steve Shehan : Percussions
- Sophie Proix, Véronique Perrault : Chœurs